# Eberardo Pavesi
Eberardo Pavesi (* 2. November 1883 in Colturano, Provinz Mailand; † 11. November 1974 in Mailand) war ein italienischer Radrennfahrer.

## Sportliche Laufbahn
In seiner Jugend arbeitete Eberardo Pavesi in der elterlichen Bäckerei. 1897 kaufte er sich von seinem Verdienst für 60 Lire sein erstes Fahrrad, auf dem er zunächst heimlich sonntags trainierte. 1901 fuhr er seine ersten Rennen als Amateur.
1904 wurde Pavesi Profi und fuhr zunächst für die Marke Pirovano. Er gewann den Giro del Lago di Como und Pavia-Bologna. 1905 entschied er das 460 Kilometer lange Rennen Rom–Neapel–Rom für sich. Er war der erste Italiener, der eine Tour de France beendete (1907 Platz sechs). Er absolvierte die Rundfahrt auf einem OTAV-Fahrrad. 1908 wurde er mit Carlo Galetti und Luigi Ganna von Angelo Gatti, dem Besitzer der Fahrradfabrik Atala, für ein Gehalt von 50 Lire im Monat angestellt. 1909 gewann er den Giro dell’Emilia. 1910 belegte er beim Giro Platz zwei; das Team Atala entschied sieben von zehn Etappen für sich und belegte die ersten drei Platzierungen in der Gesamtwertung. Von den Fans wurden Pavesi, Ganna und Galetti „die drei Musketiere“ genannt wurden, wobei Pavesi als Athos angesehen wurde. Auch bekam er den Spitznamen Avocatt (Anwalt), weil er beredt und überzeugend war und zudem nicht zögerte, die Justiz zu bemühen, wenn er sich in seinen Rechten als Radsportler verletzt fühlte.
Der größte Erfolg seiner Karriere war der Sieg beim Giro d’Italia 1912 mit dem Team Atala, gemeinsam mit Luigi Ganna, Carlo Galetti und Giovanni Micheletto, weil das Rennen in jenem Jahr als Team-Wertung gefahren wurde. 1910 und 1913 belegte er jeweils den zweiten Platz bei dieser Rundfahrt. Zudem gewann er insgesamt vier Etappen des Giro. Von 1914 bis 1918 musste er seine Karriere wegen des Ersten Weltkriegs unterbrechen, da er als Soldat eingezogen wurde, aber als nun schon „Älterer“ Kasernendienst in Italien machte. 1919 wurde er Dritter der dreiwöchigen Rundfahrt Giro dei Tre Mari und stellte mit 40,876 Kilometern einen nationalen Stundenrekord auf.

## Als Teamleiter
Nach dem Ende seiner aktiven Radsportlaufbahn im Jahre 1919 wurde Pavesi zunächst Teamleiter bei Bianchi und 1921 bei der Mannschaft Legnano, eine Funktion, die er über 40 Jahre innehaben sollte. Die Mitglieder des Teams Legnano trugen grüne Trikots, weshalb sie ramarri (Eidechsen) genannt wurden. In diesen Jahren entdeckte Pavesi zahlreiche Talente wie Giovanni Brunero, Alfredo Binda, Gino Bartali, Fausto Coppi, Nino Defilippis, Ercole Baldini, Gastone Nencini, Arnaldo Pambianco, Graziano Battistini und Imerio Massignan.
Pavesi, der in späteren Jahren auch bei der Organisation des Giro beteiligt war, galt als allgemein sehr beliebt. Er war eine auffällige Erscheinung mit Pfeife, Knickerbocker und Homburger, den er trug, um seine Glatze zu bedecken. 1951/52 schrieb der Journalist Gianni Brera für die Gazzetta dello Sport eine mehrteilige Serie über Pavesi, die 1952 unter dem Titel L'avocatt in ciclismo als Buch erschien. Darin porträtierte er Pavesi als Protagonisten einer verschwundenen „goldenen Zeit des Radsports“.
Eberardo Pavesi starb am 11. November 1974 in Mailand im Alter von 91 Jahren.

## Erfolge
1904
- Pavia–Bologna
- Giro del Lago Como

1905
- Circuito Bresciano
- Corsa del XX settembre
- Rom–Neapel–Rom (460 km)

1909
- Giro dell’Emilia

1910
- zwei Etappen Giro d’Italia
- Ai mari, ai laghi, ai monti

1913
- zwei Etappen Giro d’Italia

## Grand Tour-Platzierungen
| Grand Tour            | 1907 | 1908 | 1909 | 1910 | 1911 | 1912 | 1913 | 1914 |
| --------------------- | ---- | ---- | ---- | ---- | ---- | ---- | ---- | ---- |
| Vuelta a EspañaVuelta | –    | –    | –    | –    | –    | –    | –    | –    |
| Giro d’ItaliaGiro     | –    | –    | DNF  | 2    | 8    | 1    | 2    | DNF  |
| Tour de FranceTour    | 6    | DNF  | –    | –    | –    | –    | DNF  | −    |